# Villiers-en-Plaine
Villiers-en-Plaine település Franciaországban, Deux-Sèvres megyében. Lakosainak száma 1800 fő (2022. január 1.). Villiers-en-Plaine Ardin, Faye-sur-Ardin, Saint-Maxire, Saint-Pompain, Saint-Rémy és Benet községekkel határos.

## Népesség
A település népessége az elmúlt években az alábbi módon változott:
| Lakosok száma | 1754 | 1765 | 1810 | 1774 | 1779 | 1793 | 1798 | 1793 | 1800 |
|               | 2013 | 2015 | 2016 | 2017 | 2018 | 2019 | 2020 | 2021 | 2022 |